# Marian Szczepanowski
Marian Szczepanowski (ur. 25 grudnia 1916 w Krotoszynie, zm. 30 kwietnia 1981 w Greenacres w Australii) – polski historyk, filatelista, działacz polonijny.  
Był prezesem Polish Historical Society of Australia oraz działaczem Polish Philatelic Society of Australia.

## Wybrane publikacje
- Polacy w Południowej Australii 1948-1968, t. 1, pod red. Mariana Szczepanowskiego, Adelajda: Polish Association in South Australia 1971.
- Stałe działy i dodatki do "Wiadomości Polskich" (Wiadomości Polskie - pismo Polaków w Australii i Nowej Zelandii - Polish News - Sydney - Australia - tygodnik), Adelaide: Polskie Towarzystwo Historyczne w Australii 1978.
- Polski Ośrodek Millennium Enfield: Południowa Australia 1954-1979, red. Marian Szczepanowski, Adelajda: Millennnium Club of South Australia 1981.